# Giuseppe Palumbo
Giuseppe Palumbo (Siracusa, Sicília, 10 de setembre de 1975) va ser un ciclista italià, professional del 1998 fins al 2010. Com a júnior va guanyar dos Campionats del món en ruta. La victòria més important com a professional fou el Gran Premi del cantó d'Argòvia de 2002.

## Palmarès
- 1992
  -  Campió del món júnior en ruta
  - 1r a la Copa Ciutat d'Asti
- 1993
  -  Campió del món júnior en ruta
  - Vencedor d'una etapa al Gran Premi Rüebliland
- 1997
  - 1r a la Copa Fiera di Mercatale
  - Vencedor d'una etapa al Giro de la Vall d'Aosta
- 2002
  - 1r al Gran Premi del cantó d'Argòvia
- 2003
  - Vencedor d'una etapa al Giro de la Ligúria
- 2007
  - Vencedor d'una etapa al Tour de Valònia

### Resultats al Giro d'Itàlia
- 1998. Fora de control (17à etapa)
- 1999. 151è de la classificació general
- 2000. 124è de la classificació general
- 2007. 90è de la classificació general
- 2009. 158è de la classificació general

### Resultats a la Volta a Espanya
- 1999. 93è de la classificació general